# كامبل واتس
كامبل واتس (بالإنجليزية: Campbell Watts)‏ هو مجدف أسترالي، ولد في 10 نوفمبر 1995.

## وصلات خارجية
- كامبل واتس على موقع الاتحاد الدولي للتجديف (الإنجليزية)